# Schelhammera
Schelhammera R.Br. – rodzaj wieloletnich, ziemnopączkowych roślin zielnych z rodziny zimowitowatych, obejmujący dwa gatunki: Schelhammera multiflora R.Br., występujący w południowej Nowej Gwinei i północnym Queensland, oraz Schelhammera undulata E.Br., występujący w południowo-wschodniej Nowej Południowej Walii i wschodniej Wiktorii. Oba gatunki zasiedlają wilgotne stanowiska w otwartych lasach równikowych.
Nazwa rodzaju została nadana na cześć Günthera Schelhammera, profesora medycyny i botaniki Uniwersytetu w Jenie.

## Morfologia
PokrójPłożące do wzniesionych rośliny zielne.
ŁodygaPędem podziemnym jest cienkie kłącze, pokryte łuskowatymi, zredukowanymi katafilami. Pęd naziemny rozgałęziony.
LiścieLiście siedzące, jajowate do lancetowatych.
KwiatyKwiaty obupłciowe, szypułkowe, sześciopręcikowe, wyrastające pojedynczo lub zebrane w baldachopodobną wierzchotkę z pachwin górnych liści lub wierzchołka łodygi. Okwiat biało-fiołkoworóżowy. Listki okwiatu wolne, równej długości. Pręciki o rozszerzonych u nasady nitkach. Zalążnia trzykomorowa.
OwoceJajowate, nieco mięsiste torebki. Nasiona kulisto-jajowate.
GenetykaLiczba chromosomów 2n = 36.

## Systematyka
Według Angiosperm Phylogeny Website (aktualizowany system APG IV z 2016) rodzaj zaliczany jest do plemienia Tripladenieae w rodzinie zimowitowatych (Colchicaceae), należącej do rzędu liliowców (Liliales) zaliczanych do jednoliściennych (monocots).